# Ready Go! (May'nの曲)
「Ready Go!」（レディーゴー）は、May'nの4枚目のシングル。2010年7月28日にflying DOGから発売された。

## 解説
前作「キミシニタモウコトナカレ」と同じく、本間昭光をプロデューサーとして迎えている。表題曲「Ready Go!」は、テレビアニメ『オオカミさんと七人の仲間たち』のオープニングテーマとして使用された。

## 収録曲
（全作曲・編曲：本間昭光）
1. Ready Go! [4:22]
作詞：中嶋ユキノ
  - テレビアニメ『オオカミさんと七人の仲間たち』オープニングテーマ
  - enterking presents CHIBA-TV ANIME CARNIVAL[2] 千葉テレビ放送 天気予報テーマ曲
  - 千葉テレビ放送『朝まるJUST』 2011年2月エンディングテーマ
2. アネモネ [3:34]
作詞：渡邊睦月
3. Ready Go! （without May'n）
4. アネモネ （without May'n）

## 収録アルバム
| 曲名      | アルバム    | 発売日        | 備考                  |
| --------- | ----------- | ------------- | --------------------- |
| Ready Go! | 『If you…』 | 2011年2月23日 | 2ndオリジナルアルバム |